# Eufemia av Münsterberg
Eufemia av Münsterberg, död 1447, var en tysk feodalherre. Hon var regerande grevinna av Münsterberg mellan 1435 och 1443. 